# Vaccinium fraternum
Vaccinium fraternum är en ljungväxtart som beskrevs av Herman Otto Sleumer. Vaccinium fraternum ingår i Blåbärssläktet, och familjen ljungväxter. Inga underarter finns listade i Catalogue of Life.